# Rachel Swirsky
Rachel Swirsky (* 14. April 1982 in San José) ist eine US-amerikanische Science-Fiction- und Fantasy-Schriftstellerin, Dichterin und Herausgeberin.
Sie gründete den Podcast PodCastle und bearbeitete ihn von 2008 bis 2010 redaktionell. 2013 war sie Vize-Präsidentin der Science Fiction and Fantasy Writers of America.
Ihre Werke wurden in Magazinen wie PANK, dem Konundrum Engine Literary Review, und dem New Haven Review veröffentlicht. Ihre Science-Fiction- und Fantasy-Literatur erschien in verschiedenen Magazinen wie Tor.com, Subterranean Magazine, Beneath Ceaseless Skies, Fantasy Magazine, Interzone, Realms of Fantasy, and Weird Tales. Zusätzlich erschienen sie in vielen Sammlungen wie Gardner Dozoiss The Year's Best Science Fiction, Rich Hortons The Year's Best Science Fiction & Fantasy, Jonathan Strahans Year's Best Science Fiction and Fantasy of the Year und Jeff & Ann VanderMeers Best American Fantasy.

## Biografie
Sie studierte kreatives Schreiben mit Schwerpunkt Science-Fiction und Fantasy an der University of California, Santa Cruz und beim Iowa Writers’ Workshop ohne Abschluss, während sie gleichzeitig als Assistenz-Lehrkraft an der University of Iowa tätig war. 2005 nahm sie am Clarion West Writers’ Workshop teil.
Zusätzlich zu ihren Romanen schrieb Swirsky kritische Essays, Rezensionen und andere Sachbücher.
Einige ihrer Werke gab sie ohne Honorar an wohltätige Anthologien. Ihre Geschichte Heat Engine erschien in Last Bird, Drink Head, einer Flash-Fiction-Anthologie, die die Organisation ProLiteracy unterstützt. Diese Organisation fördert Programme gegen Analphabetismus. Im September 2010 trug sie eine Geschichte zur Volksbuch-Sammlung Clash of the Geeks von Subterranean Press bei, die damit die Lupus Alliance of America unterstützte.
Swirska lebt in Bakersfield, Kalifornien und beschreibt sich selbst als Menschen mit Behinderung, die sie mit ihrer jüdischen Herkunft begründet.

## Auszeichnungen
Ihre Novelle The Lady Who Plucked Red Flowers Beneath the Queen’s Window gewann 2010 den Nebula Award und wurde 2011 für den Hugo Award nominiert, ebenso für den World Fantasy Award. Ihre Kurzgeschichte If You Were a Dinosaur, My Love gewann 2013 den Nebula Award und war nominiert für einen Hugo.
Zusätzlich zum Nebula-Gewinn wurden viele ihrer Werke für Preise nominiert und bekamen Aufmerksamkeit. Ihre Novelle A Memory of Wind (englisch) war Finalist bei den Nebula Verleihungen im Jahr 2009. Die Novelle Eros, Philia, Agape war für den Hugo, den Theodore Sturgeon Award, und den Locus Award nominiert. Ihre Novelle Portrait of Lisane da Patagnia war für den Nebula und den Hugo nominiert. Auch ihre Geschichte Fields of Gold wurde für den Hugo und den Nebula nominiert.

## Werke

### Storysammlungen
- How the World Became Quiet and Myths of the Past, Present, and Future, Subterranean Press, 2013, ISBN 978-1-59606-550-5.
- Through the Drowsy Dark: Short Fiction & Poetry, Aqueduct Press, 2010, ISBN 978-1-933500-38-6.

### Herausgegebene Anthologie
- People of the Book: A Decade of Jewish Science Fiction & Fantasy, Prime Books, 2010, ISBN 978-1-60701-238-2.

### Kurzgeschichten (Auswahl)
- Defiled Imagination (englisch) in PANK Magazine, Oktober 2010
- The Monster's Million Facer (englisch) in Tor.com, 8. September 2010
- The Lady Who Plucked Red Flowers Beneath the Queen's Window in Subterranean Magazine, Sommer 2010
- A Memory of Wind in Tor.com, 3. November 2009
- Eros, Philia, Agape (englisch) in Tor.com,3. März 2009
- Marrying the Sun in Fantasy Magazine, 30. Juni 2008
- How the World Became Quiet: A Post-Human Creation Myth in Electric Velocipede Ausgabe 13
- A Monkey Will Never Be Rid of Its Black Hands in Subterranean Magazine, Winter 2008
- Dispersed by the Sun, Melting in the Wind in Subterranean Magazine, Frühling 2007
- The Debt of the Innocent in Glorifying Terrorism, 2007
- Heartstrung in Interzone 210
- A Letter Never Sent in Konundrum Engine Literary Review
- Scene from a Dystopia in Subterranean Magazine #4, 2006

### Dichtungen (Auswahl)
- Mundane in Ideomancer, 2010
- Evening in Pompeii in Ideomancer, 2010
- String Theory in Ideomancer, September 2009
- Remembering the World in Electric Velocipede #15–16, Winter 2008
- The Passionate Oven in Helix #8
- Pro-Life Patter in Diet Soap #2
- Terrible Lizards in Diet Soap #1, online edition, Februar 2008
- Invitation to Emerald in Lone Star Stories, Dezember 2007
- A Season with the Geese in Abyss&Apex, 2007
- The Oracle on River Street in Goblin Fruit, Sommer 2007